# سارلی مختوم
سارلی مختوم ، روستایی است از توابع بخش مرکزی شهرستان گنبد کاووس در استان گلستان ایران.

## جمعیت
این روستا در دهستان آق‌آباد قرار داشته و براساس سرشماری سال ۱۳۸۵جمعیت آن ۱٬۲۷۶نفر (۲۶۰خانوار) بوده است.این روستا زادگاه جیج کبیر میباشد